# Chance Cove
Chance Cove är en ort i Kanada.   Den ligger i provinsen Newfoundland och Labrador, i den östra delen av landet, 1 700 km öster om huvudstaden Ottawa. Chance Cove ligger 44 meter över havet och antalet invånare är 310.
Terrängen runt Chance Cove är platt. Havet är nära Chance Cove åt nordost. Trakten runt Chance Cove är nära nog obefolkad, med mindre än två invånare per kvadratkilometer.. Närmaste större samhälle är Arnolds Cove, 15,1 km nordväst om Chance Cove. 